# Maalstok
Een maalstok is een schilderstok die een kunstschilder gebruikt om de hand met het penseel op te laten rusten, wanneer hij of zij een rustige hand nodig heeft, bijvoorbeeld bij het schilderen van details of fijne contouren. Het is een lange stok van hout waarvan een uiteinde soms eindigt in een bol die met stof of met leer kan omwikkeld zijn. Etymologisch is het woord verwant aan het Duitse en Oud-Nederlandse werkwoord "malen", dat "schilderen" betekent.
Van de 16e tot en met de 19e eeuw werd de maalstok vaak afgebeeld op schilderijen van kunstschilders, inclusief zelfportretten. 

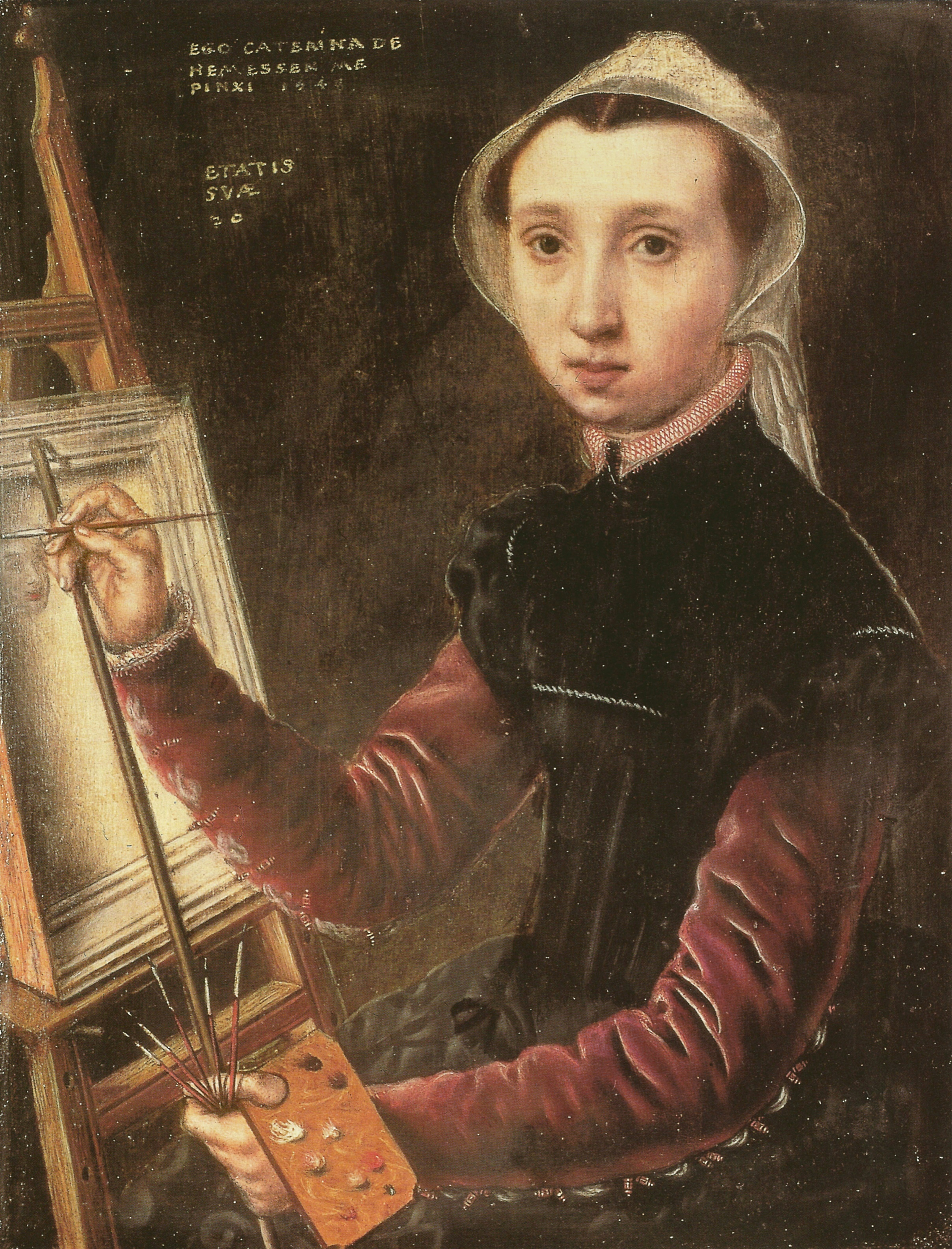
Zelfportret van Catharina van Hemessen (1548)
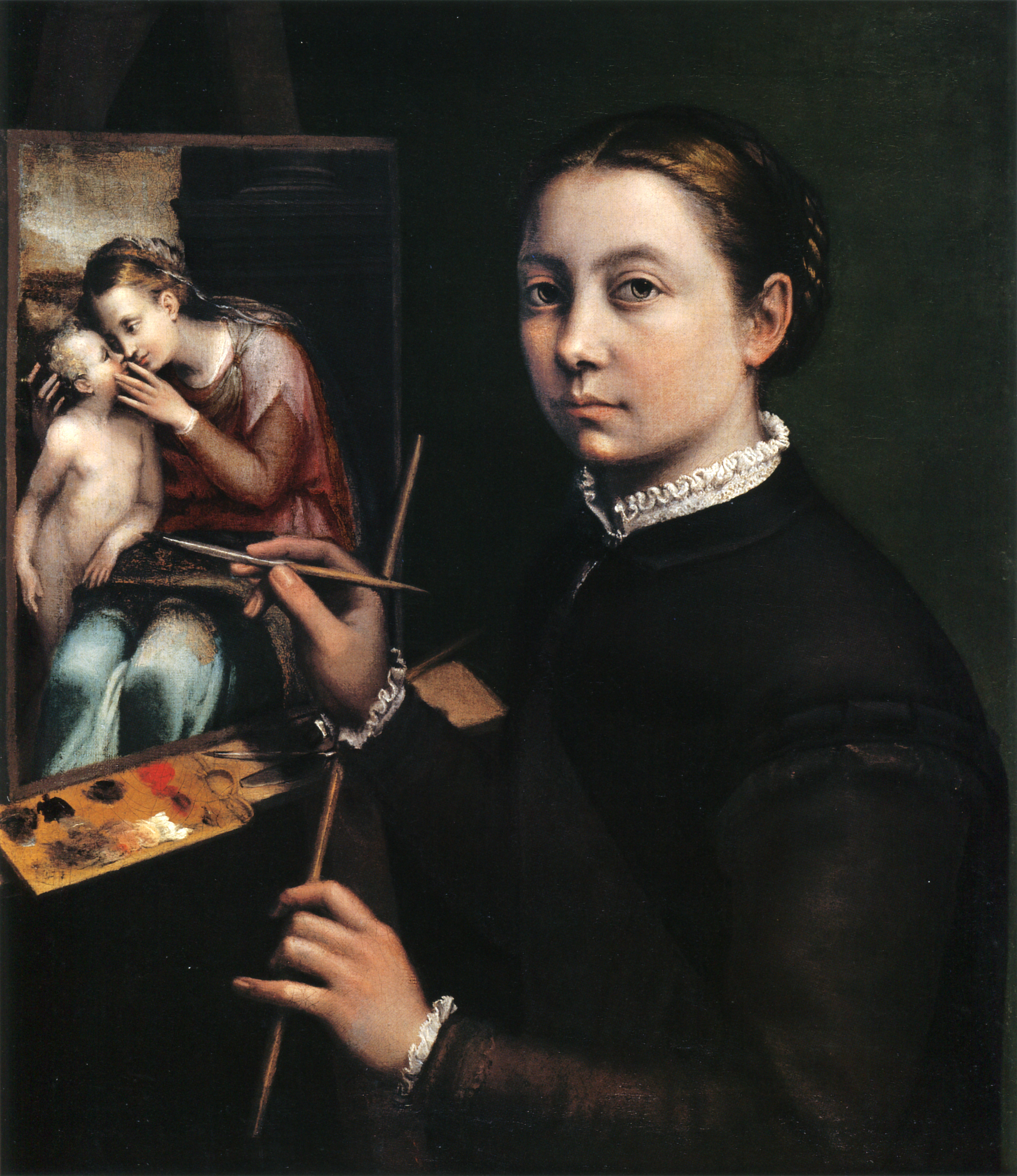
Zelfportret van Sofonisba Anguissola (1556)
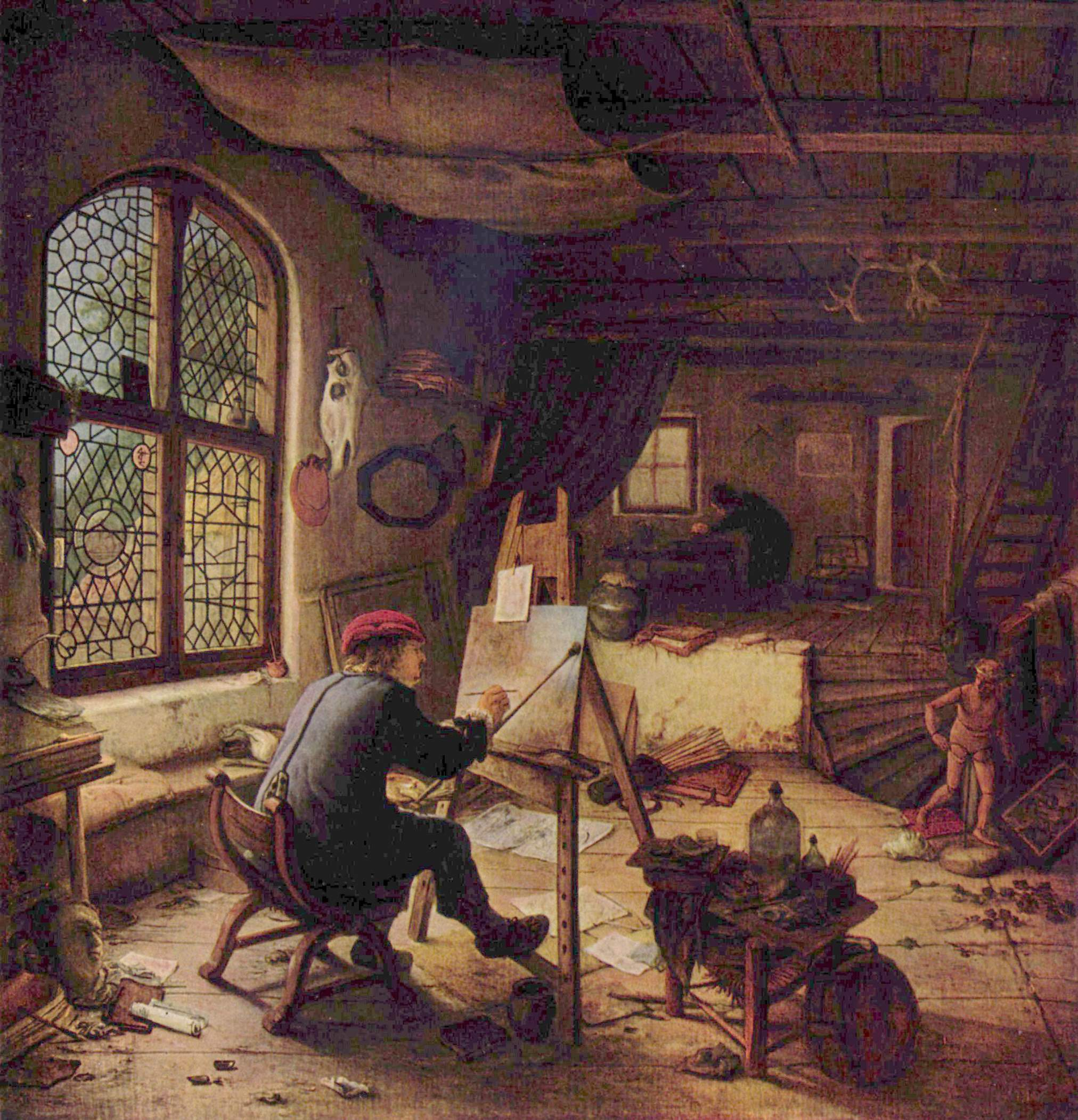
De kunstenaar in zijn atelier door Adriaen van Ostade (1663)
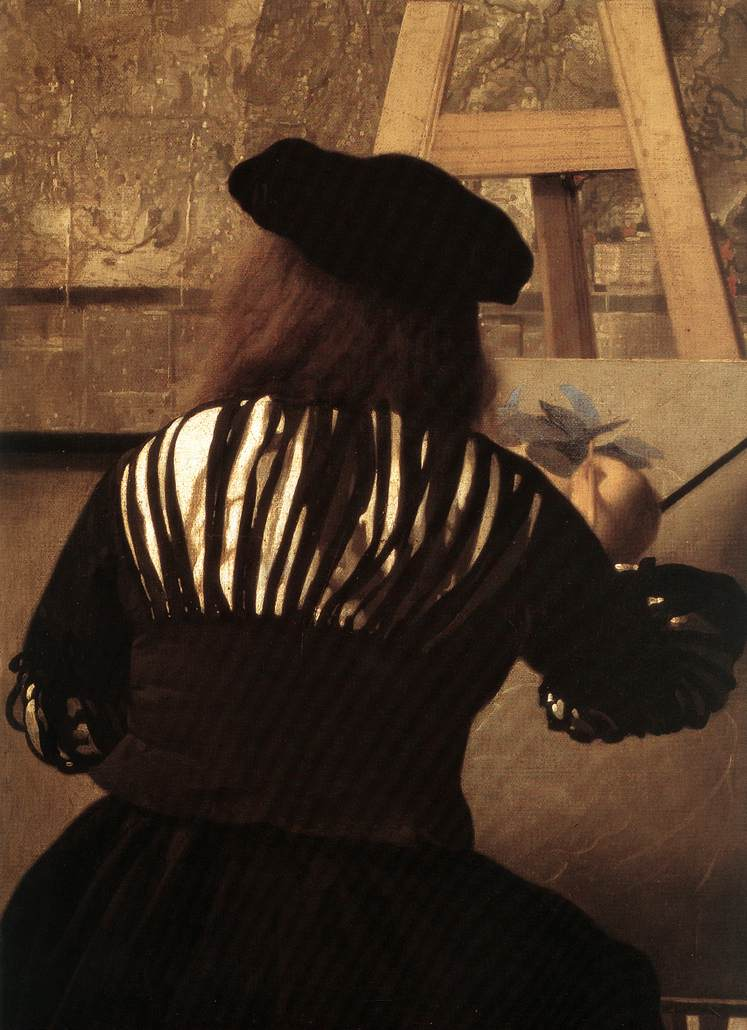
Detail van Johannes Vermeers De schilderkunst, waarop een maalstok zichtbaar is (1666-1668)
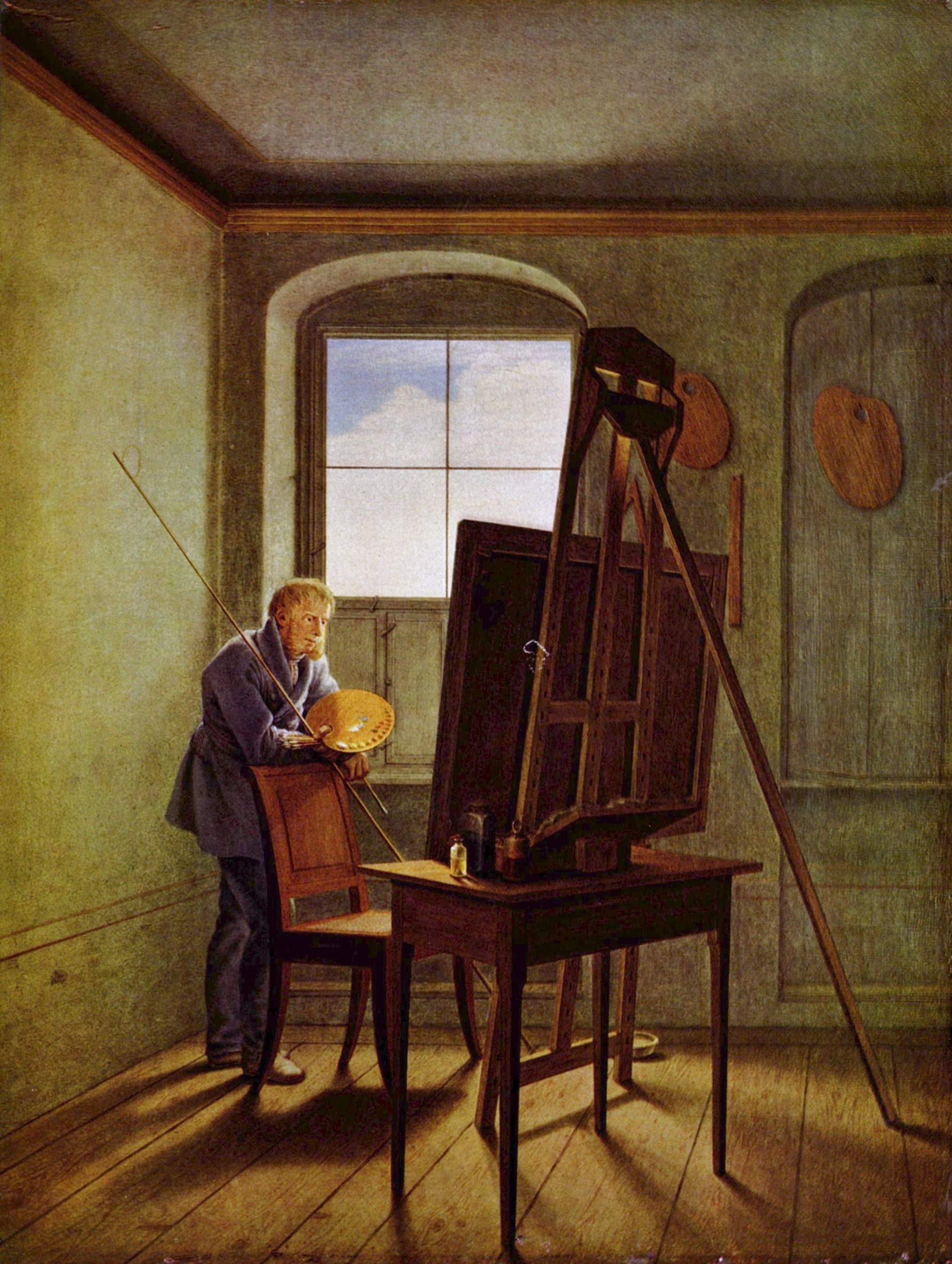
Caspar David Friedrich in zijn atelier door Georg Friedrich Kersting (1811-1819)
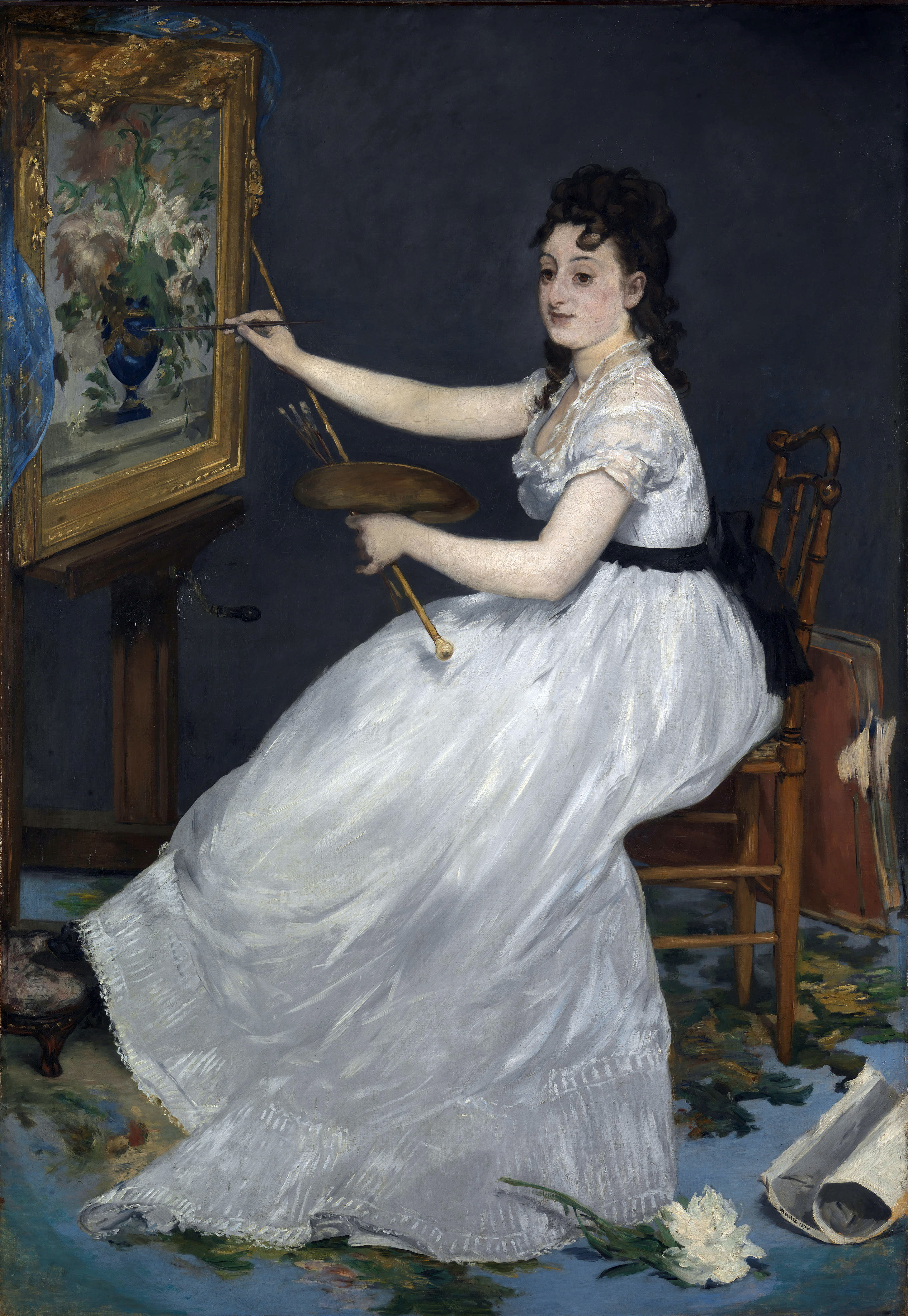
Portret van Eva Gonzalès door Édouard Manet (1869-1870)
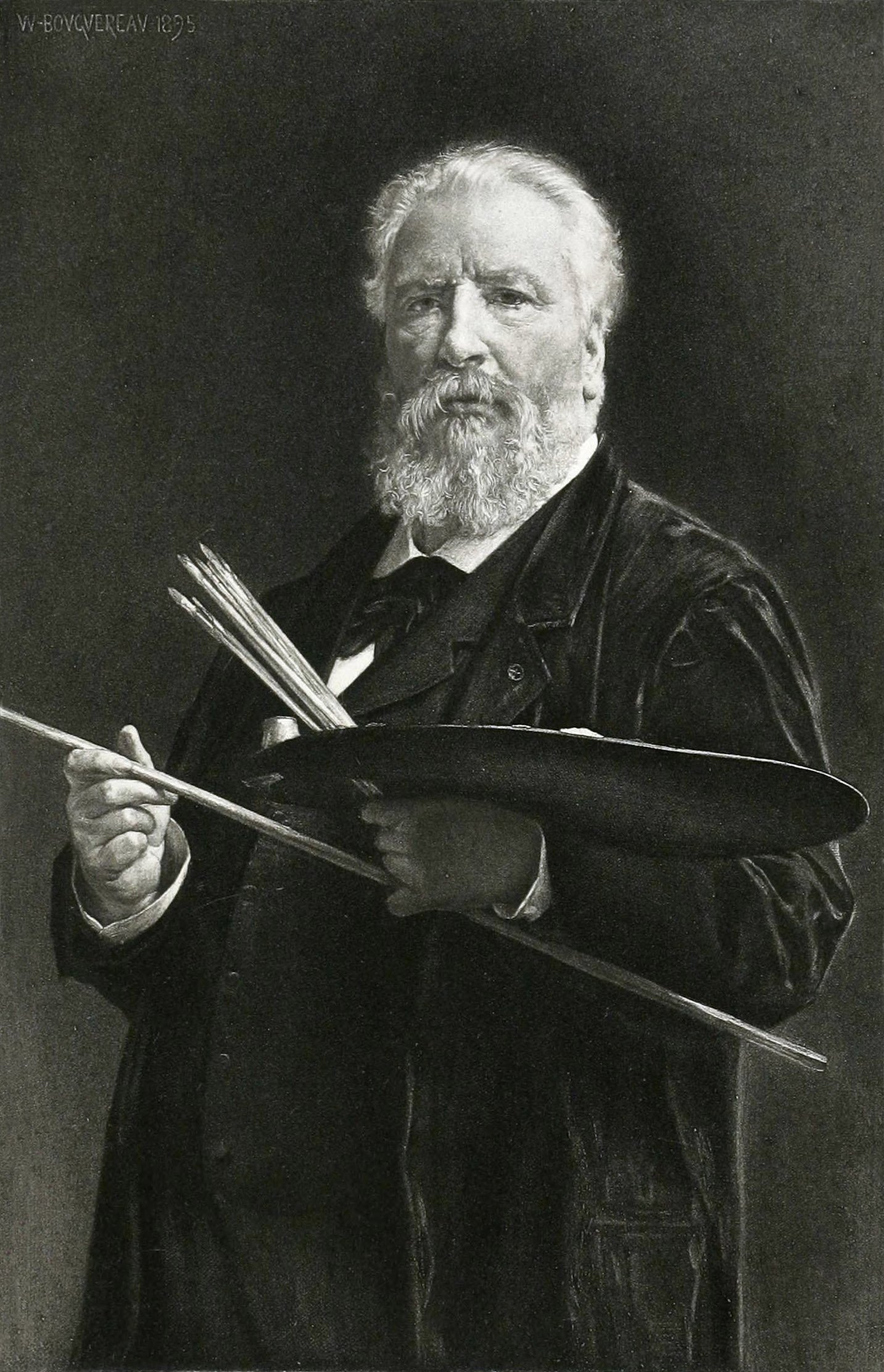
Bouguereau met schildersmateriaal, waaronder een maalstok (1895)